# Barrage de Samuel
Le barrage de Samuel, d'une capacité de 217 MW, est la première centrale hydroélectrique de l'état de Rondônia et l'un des plus importants producteurs d'électricité de l'état, d'où sa grande importance économique. Il est situé sur le rio Jamari, rivière brésilienne du bassin de l'Amazone, affluent de la rive gauche du rio Madeira.
Situé à  à 50 km de Porto Velho, la capitale de l'État, le Barrage de Samuel a une grande importance économique pour l'état de Rondônia.

## Histoire
La centrale hydroélectrique Samuel, construite entre 1982 et 1989, a commencé à produire de l’électricité en 1989, mais fut souvent présenté, tout comme le barrage de Balbina et barrage de Tucuruí, comme appartenant à la catégorie de barrages conçus trop vite, sur une suite d’erreurs techniques: emplacements mal choisis, topographie trop plane, dimensions gigantesques (900 km2 à Samuel et 2 300 km2 à Balbina) causant l'ennoiement de vastes zones forestières, pour un dénivelé et un débit insuffisants à donner une grande puissance aux usines. La centrale hydroélectrique Samuel a causé la submersion de 540 kilomètres carrés. Par comparaison, le barrage de Santo Antônio produira 14 fois plus d’électricité pour une surface submergée inférieure d’un tiers.